# Alemitu Bekele Degfa
Alemitu Bekele Degfa, etiopsko-turška atletinja, * 17. september 1977, Shewa, Etiopija.
Nastopila je na poletnih olimpijskih igrah leta 2008 in osvojila sedmo mesto v teka na 5000 m. Na evropskih prvenstvih je osvojila naslov prvakinje v isti disciplini leta 2010, toda naslov so ji zaradi dopinga odvzeli, na evropskih dvoranskih prvenstvih pa je osvojila naslov prvakinje v teku na 3000 m leta 2009. 